# Крейтер (озеро)
Кре́йтер (англ. Crater Lake) — вулканическое озеро в США, штат Орегон. Основная достопримечательность национального парка Озеро Крейтер известно своим глубоким синим цветом и чистотой воды. Озеро частично заполняет кальдеру глубиной 1,220 м, сформировавшуюся примерно 7700 лет назад после разрушения вулкана Мазама.
Размеры озера: 8 на 9,6 км, средняя глубина 350 м. Максимальная глубина составляет 594 м, это глубочайшее озеро в США, второе по глубине в Северной Америке (глубочайшее — Большое Невольничье озеро) и девятое по глубине во всём мире (Байкал — самое глубокое). Край кальдеры находится на высоте 2130—2440 м. Объём воды — 18,7 км³:14. Площадь поверхности — 53,4 км²:14. Высота над уровнем моря — 1883 м:14.
Считается, что первым европейским американцем, посетившим берега озера, был Джон Уэсли Хиллман (англ. John Wesley Hillman), это произошло 12 июня 1853.
Озеро Крейтер также славится огромным бревном под названием «Озёрный старик», которое более ста лет плавает в озере в вертикальном положении. Из-за низкой температуры воды в озере бревно достаточно хорошо сохранилось.
На реверсе 25-центовой монеты, посвящённой штату Орегон и выпущенной монетным двором США в 2005 году, запечатлено озеро Крейтер.

## Геология
Вулкан Мазама, часть вулканической дуги Каскадных гор, состоит в основном из андезита, дацита и риодацита. Кальдера образовалась в результате мощного вулканического извержения, которое привело к погружению Мазамы примерно в 5700 году до н. э.: при этом было извержено около 50 км³ риодацита. С тех пор все извержения на этом вулкане были приурочены к кальдере.
Позднее извержения лавы создали платформу в центре кальдеры вулканический конус, образующий остров Визард-Айленд (англ. Wizard Island, буквально Колдовской остров), Конус-Мерриам (англ. Merriam Cone), и другие, более мелкие вулканические объекты, в том числе риодацитный купол в центре платформы. Осадки и оползневые отложения покрыли дно кальдеры.
Со временем кальдера охладилась, стали накапливаться атмосферные осадки и, в конечном итоге, образовалось озеро. Позднее оползни на краях кальдеры образовали конусы выноса и турбидитные отложения на дне озера. Фумаролы и горячие источники были весьма активны в тот период.
Через некоторое время края кальдеры озера относительно стабилизировались, ручьи образовали систему дренирования озера, склоны покрылись густыми лесами.
На дне озера остаётся некоторая гидротермальная активность, что позволяет предположить возможность нового извержения на Мазаме.

## Галерея

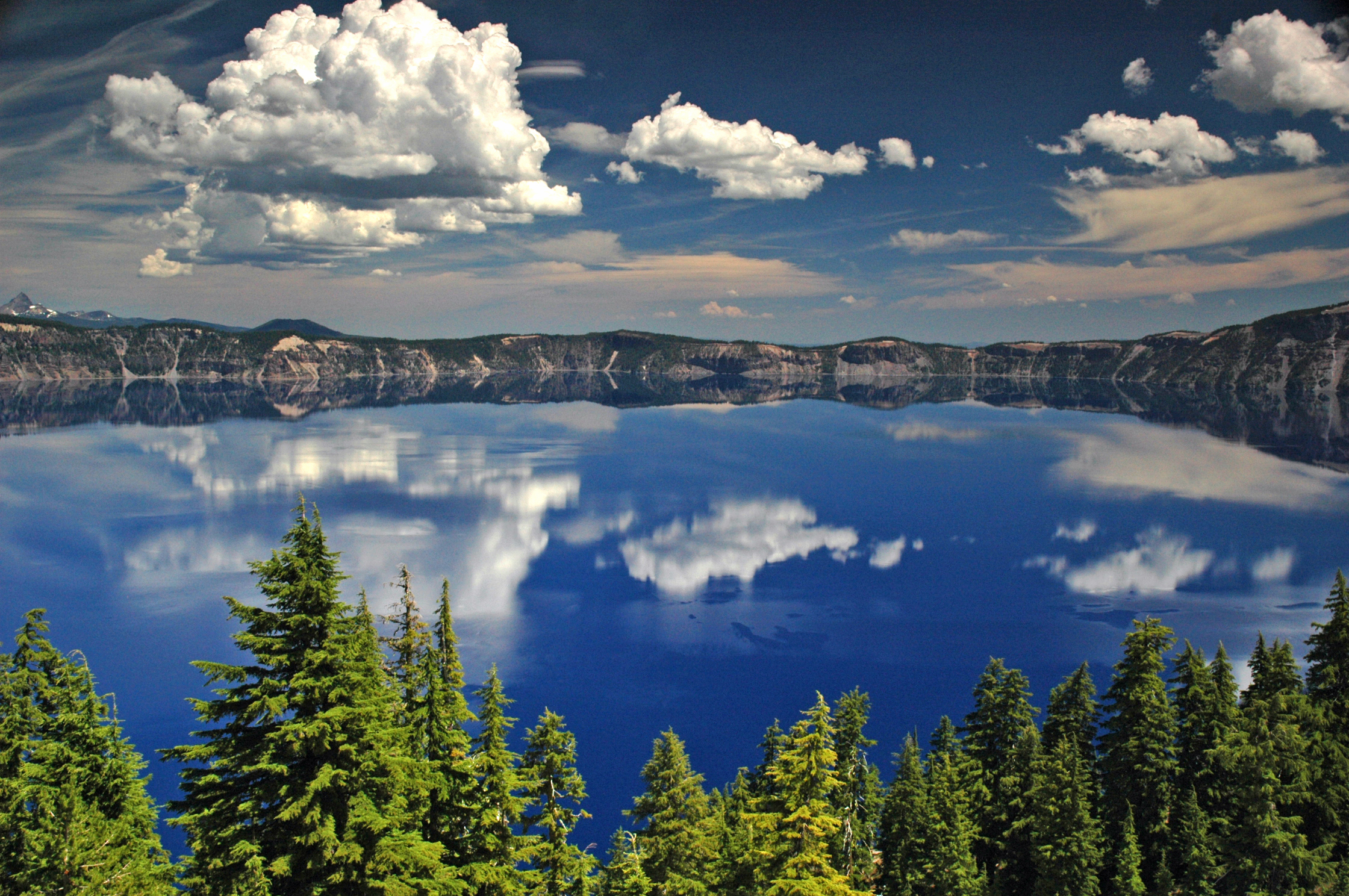
Озеро в июле…
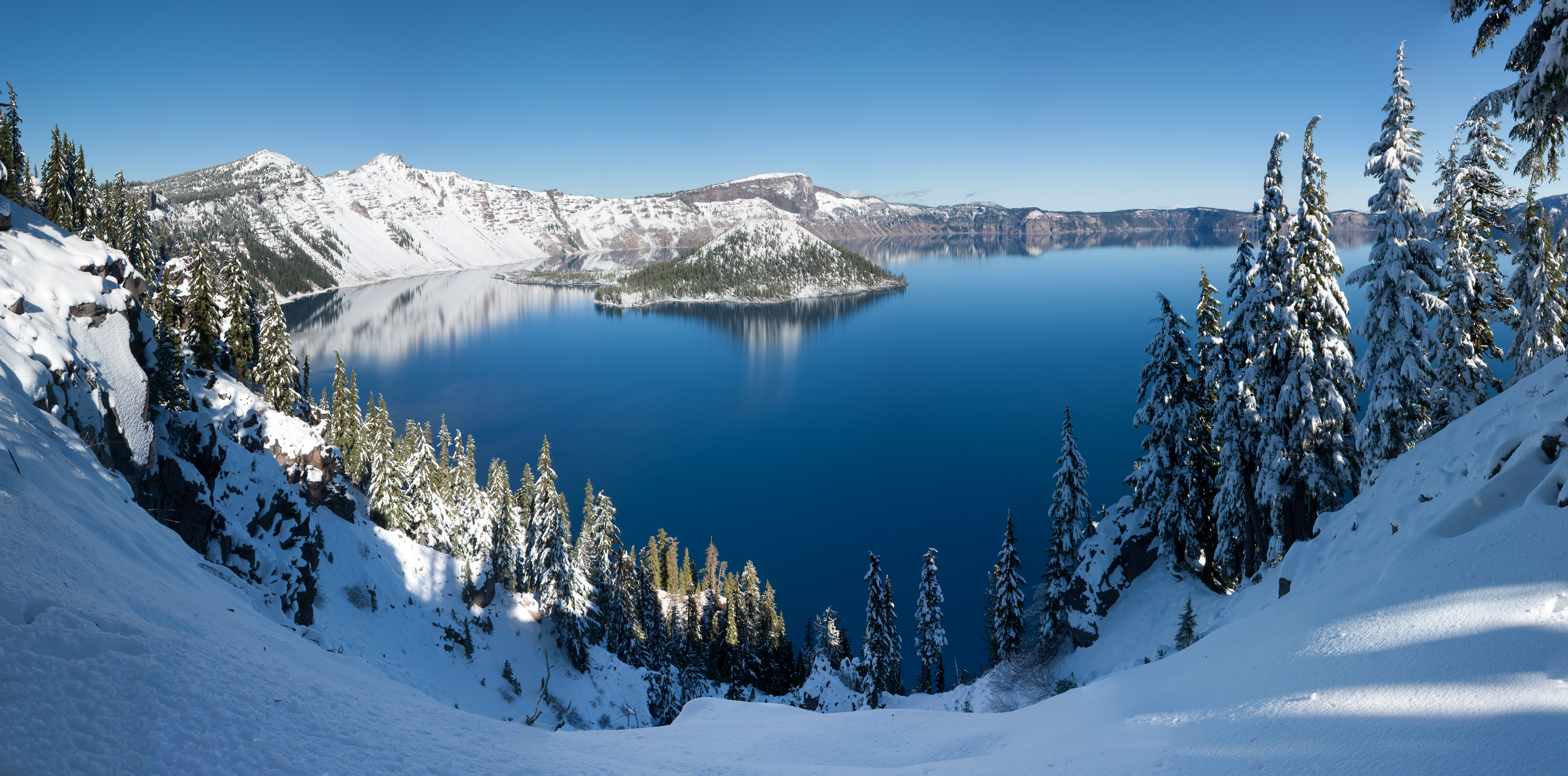
… и в ноябре
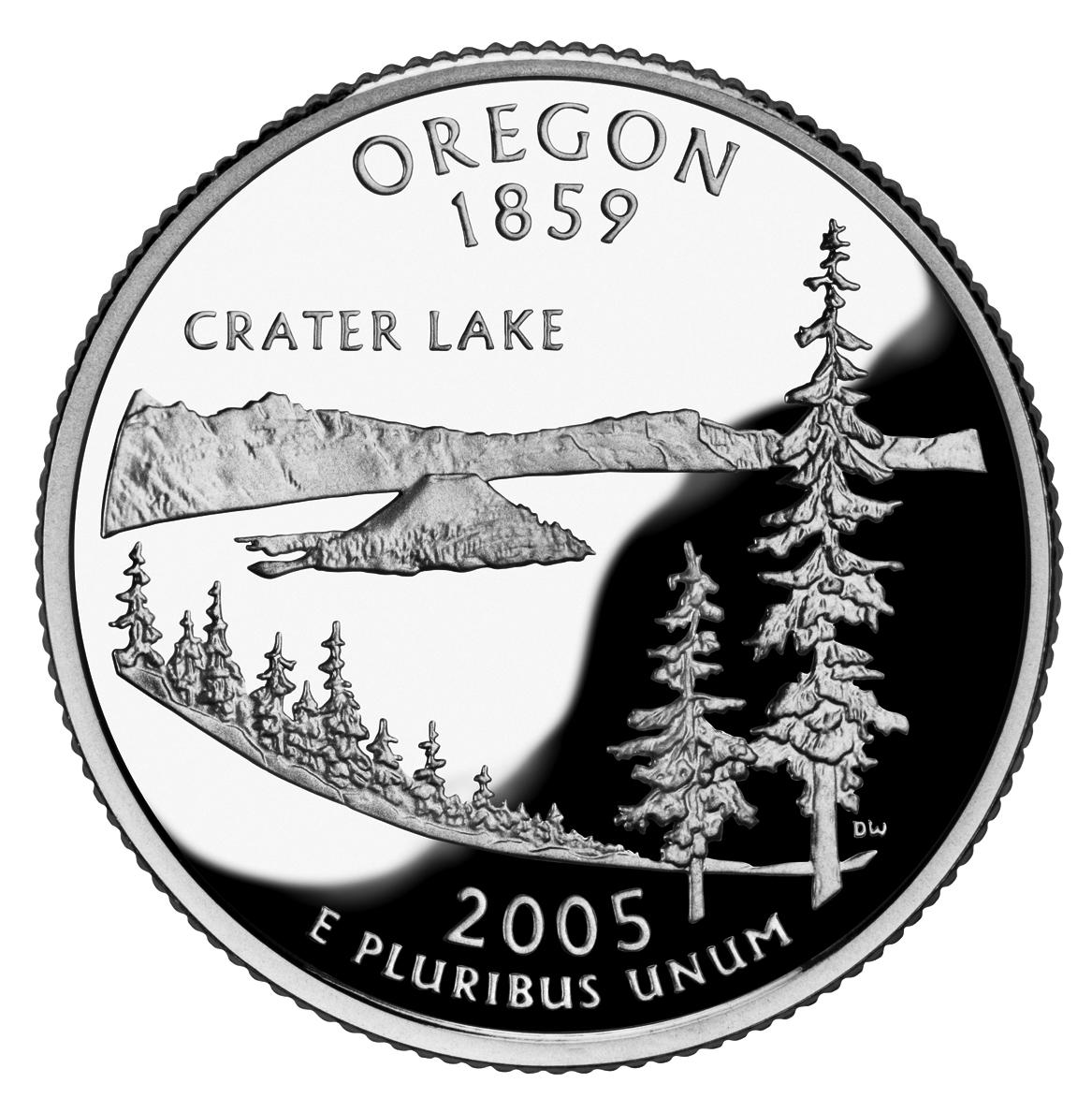
Озеро Крейтер на монете 25 центов США